# Tranh chấp dự án thăm dò khí đốt Repsol
Tranh chấp dự án thăm dò khí đốt Repsol  là việc Trung Quốc, một đối tác toàn diện của Việt Nam, đã đe dọa sẽ tấn công các căn cứ của nước này tại quần đảo Trường Sa nếu Việt Nam không cho dừng dự án thăm dò khí đốt của hãng Repsol, một công ty của Tây Ban Nha tại 
lô 136/03 thuộc bãi cạn Tư Chính. Động thái này diễn ra chỉ vài ngày sau khi công ty này xác nhận có một mỏ khí đốt lớn.
Ngày 23.3.2018, báo chí ở nước ngoài cho hay, do áp lực của Trung Quốc Tập đoàn Dầu khí Việt Nam (PetroVietnam) yêu cầu hãng năng lượng của Tây Ban Nha, Repsol, ngưng thêm một dự án nằm trong Lô 07/03 nơi Việt Nam và các công ty con của Repsol trước đó từng ước tính là có trữ lượng 45 triệu thùng dầu và 172 tỷ feet khối khí gas.

## Bối cảnh
Trung Quốc tuyên bố chủ quyền gần như toàn bộ Biển Đông (Trung Quốc gọi là biển Nam Hải) qua cái gọi là đường lưỡi bò, gồm các bãi đá và quần đảo cũng bị các nước khác tranh chấp chủ quyền. Trong vài năm gần đây, Trung Quốc đã có một loạt hành vi dùng sức mạnh thúc ép các láng giềng để áp đặt ý muốn của Bắc Kinh trong các vấn đề tranh chấp biển đảo. Nhật Bản đã bị Trung Quốc dồn ép từ năm 2012 trong vụ tranh chấp quần đảo Senkaku/Điếu Ngư mà Tokyo đang quản lý; Philippines thì bị Trung Quốc lấy mất vùng bãi cạn Scarborough cũng bắt đầu từ năm 2012. Riêng đối với Việt Nam, thì nổi bật là vụ Bắc Kinh đưa giàn khoan HD-981 đến cắm sâu trong vùng mà Việt Nam cho là đặc quyền kinh tế của mình vào năm 2014".
Hồi tháng 1/2017, Việt Nam ký một thỏa thuận với tập đoàn ExxonMobil mà cựu lãnh đạo là ông Rex Tillerson, hiện là Ngoại trưởng Hoa Kỳ, để khai thác khí đốt theo dự án Cá Voi Xanh ngoài Biển Đông, cũng như bãi bỏ hạn chế thăm dò tại block 136/03. Các việc này làm cho Trung Quốc tức giận. Theo giáo sư Carlyle Alan Thayer, tướng Phạm Trường Long, Phó Chủ tịch Quân ủy Trung ương Trung Quốc đã đề cập với Tây Ban Nha về dự án thăm dò khí đốt Repsol trước khi ông viếng thăm Việt Nam hai ngày 18-19/6. Liên quan tới chủ đề Biển Đông, trong chuyến thăm ông Phạm đã nhấn mạnh rằng "toàn bộ các đảo ở Biển Nam Hải (tên Trung Quốc dùng để chỉ Biển Đông) đã thuộc lãnh thổ Trung Quốc kể từ thời thượng cổ."  Theo ông Thayer qua một nguồn tin từ Việt Nam, tướng Phạm đã yêu cầu các lãnh tụ Việt Nam gồm cả thủ tướng Nguyễn Xuân Phúc ngưng khoan dầu tại block 136/03. Vào ngày 22.06, báo Global Times của Trung Quốc tường thuật Việt Nam tiếp tục thăm dò dầu hỏa tại vùng biển tranh chấp gần quần đảo Hoàng Sa và gián tiếp liên kết việc này với việc hủy bỏ chương trình Giao lưu hữu nghị Quốc phòng biên giới Việt — Trung lần thứ tư của tướng Phạm. Theo giáo sư Alexander Vuving của Trung tâm nghiên cứu an ninh châu Á-Thái Bình Dương, sự tranh chấp giữa Việt Nam và Trung Quốc về vấn đề khoan dầu trên Biển Đông bắt đầu từ lúc này.

## Đe dọa tấn công
Dự án Repsol nằm tại khu vực Việt Nam gọi là lô 136-03 hay Dự án Cá Rồng Đỏ và cho Talisman-Việt Nam, công ty con của Repsol thuê thăm dò khí đốt. Lô 136-03 nằm ở rìa đông nam của vùng Việt Nam tuyên bố là Đặc quyền Kinh tế . Trong tháng 7 năm 2017, công ty này xác nhận có một mỏ khí đốt lớn ở đó. Tin này đã được một nguồn ngoại giao của Việt Nam xác nhận. Tuy nhiên Việt Nam đã cho ngưng khoan thăm dò khí đốt tại khu vực này, sau khi bị Trung Quốc đe dọa sẽ tấn công các căn cứ của Việt Nam tại quần đảo Trường Sa. Repsol được lệnh phải rời khỏi khu vực, mặc dù đã chi khoảng 300 triệu USD cho hạ tầng khai thác khu vực này cho tới nay. Nguồn tin của các chuyên gia về Biển Đông, giáo sư Carl Thayer của Học viện quốc phòng Úc và học giả Bill Hayton của viện nghiên cứu Chatham House, cho biết Trung Quốc đã đưa ra yêu cầu này thông qua đại sứ Việt Nam ở Bắc Kinh: "Sau khi Bộ Chính trị (của Đảng Cộng sản Việt Nam) xem xét yêu cầu này đã quyết định ngừng khoan dầu." 

Hôm 23/7, một ngày trước khi bài báo của BCC và giáo sư Carl Thayer nói về quyết định của Việt Nam ngừng khoan dầu trên biển, giáo sư Vuving và Jonathan London đều đưa tin trên trang Twitter cá nhân về việc Trung Quốc đang triển khai dàn khoan HYSY-760 cùng 40 tàu hải giám tới khu vực gần bãi Tư Chính, quanh lô 163-03, là nơi Việt Nam lúc đó đang triển khai dự án khai thác dầu Cá Rồng Đỏ do PetroVietNam hợp tác với Repsol trong vùng đặc quyền kinh tế của Việt Nam.

### Cho ngưng hoạt động
Theo ký giả, nhà nghiên cứu quan hệ quốc tế Đông Nam Á Bill Hayton, chính phủ Việt Nam đã gây áp lực, muốn Talisman-Vietnam phải tìm lý do kỹ thuật nào đó để có cớ ngưng sớm việc khoan tìm dầu. Tuy nhiên, phía Talisman nói với giới chức Việt Nam rằng giếng khoan hoàn toàn tốt, không có lý do kỹ thuật nào cản trở công việc hết. Cuối cùng, chính phủ đã ra lệnh cho nhà thầu này phải chấm dứt hoạt động chừng một tuần trước khi mũi khoan theo kế hoạch sẽ đạt tổng độ sâu.

#### Tính chính xác của thông tin
Hãng thông tấn Reuters nghi ngờ tính chính xác của thông tin nêu trên khi nhận thấy tàu khoan Deepsea Metro I ngày 24.7 vẫn còn ở vị trí khi nó bắt đầu khoan vào giữa tháng 6. Nhưng GS Nguyễn Mạnh Hùng, chuyên gia về quan hệ quốc tế Đại học George Mason, cho biết: "Thông tin rõ rệt nhất là thông tin trong nội bộ Hãng Repsol, họ nói chính phủ Việt Nam bảo họ ngưng khai thác. Chuyện đó có. Và thứ hai chúng ta thấy việc khai thác đã ngưng rồi. Hai chuyện đó có." 
Cũng theo Reuters, tàu khoan thăm dò dầu khí Deepsea Metro I hiện đã tới vùng biển ngoài khơi cảng Labuan của Malaysia vào hôm thứ Hai 14/8/2017.

### Chủ quyền khu vực
Diễn giải theo Công ước Liên Hợp Quốc về Luật biển UNCLOS thì khu vực lô 136-03 nằm hoàn toàn trong vùng Đặc quyền Kinh tế của Việt Nam và theo Công ước Liên Hợp Quốc thì Việt Nam có quyền khai thác tài nguyên tại đó. Những logic mà phán quyết của Tòa án Trọng tài thường trực đưa ra năm 2016 cũng xác nhận điều này (Không có cơ sở pháp lý nào cho việc Trung Quốc yêu sách chủ quyền lịch sử đối với các tài nguyên trong các vùng biển nằm trong "đường chín đoạn").

### Phát biểu của các bên liên quan
Ngày 26/7 phát ngôn viên Bộ Ngoại giao Lu Kang cho biết trong một cuộc họp thường kỳ, Trung Quốc có chủ quyền không thể tranh cãi đối với các quần đảo Trường Sa, mà Trung Quốc gọi là đảo Nansha, và thẩm quyền đối với các vùng biển liên quan và đáy biển. Ông Lu nói trong một cuộc họp thường kỳ, khi được hỏi liệu Trung Quốc có gây áp lực lên Việt Nam hoặc công ty Tây Ban Nha ngừng khoan, "Trung Quốc thúc giục phía liên quan dừng các hoạt động vi phạm đơn phương và có hành động thiết thực bảo vệ cho khu vực biển trong tình trạng tốt đẹp mà không dễ có được." 
Cho tới hết ngày 26/7, Bộ Ngoại giao Việt Nam và truyền thông Việt Nam vẫn im lặng, chưa lên tiếng về vụ việc này. Chiều 28-7, người phát ngôn Bộ Ngoại giao Việt Nam Lê Thị Thu Hằng lên tiếng về các thông tin gần đây liên quan đến hoạt động dầu khí của Việt Nam ở Biển Đông.: "Việt Nam đề nghị các bên liên quan tôn trọng các quyền, lợi ích chính đáng, hợp pháp của Việt Nam và cùng nỗ lực đóng góp tích cực và thiết thực vào việc duy trì hòa bình và hợp tác ở Biển Đông".
Ngày 2/8 một viên chức của Repsol xác nhận việc đình chỉ khoan dầu nhưng từ chối cung cấp thêm chi tiết, ngoài việc cho biết đã chi 27 triệu USD cho giếng khoan tại lô 136/3 của Việt Nam.

## Nhận xét
- Nguy hại cho pháp lý: Hôm 27/7, từ Hà Nội, PGS. TS. Hoàng Ngọc Giao, Phó Vụ trưởng, Ban Biên giới Chính phủ Việt Nam phát biểu: "Thềm lục địa mình đang thực hiện quyền của mình rất chính đáng, mà sâu xuống phía Nam, cách xa Hoàng Sa, Hoàng Sa thì họ (Trung Quốc) đã chiếm được và bây giờ họ xuống sâu hơn nữa, mà lại có thông tin rằng Việt Nam dường như cam kết là trong tương lai sẽ không tiếp tục khoan, và điều này nguy hại cả về mặt pháp lý sau này. Bởi vì với động thái như vậy, việc yêu cầu Repsol dừng sẽ là một chứng cứ trong tương lai, gọi là 'de facto evidence', là đã thừa nhận bằng cách công nhận là anh không có quyền ở thềm lục địa đó, như vậy rõ ràng nó sẽ nguy hại cho câu chuyện đấu tranh pháp lý sau này. " [16]

## Các dự án khai thác dầu khí khác
Ngày 26-3, Tập đoàn Dầu khí VN (PVN), tập đoàn Exxon Mobil (Mỹ) và tỉnh Quảng Nam đã ký kết thỏa thuận hợp tác đầu tư dự án mỏ khí Cá Voi Xanh. Dự án này nằm tại lô 117, 118, 119 và 120 thuộc thềm lục địa của Việt Nam theo Công ước Luật Biển Quốc tế. Exxon Mobil, đã đầu tư 600 triệu USD, cho rằng giá trị đầu tư của dự án liên quan các dự án Cá Voi Xanh rất lớn, có thể tới 20 tỉ USD. PVN cho biết mỏ khí Cá Voi Xanh ước tính trữ lượng thu hồi tại chỗ lên tới 150 tỉ m3. Theo kế hoạch, Tập đoàn Exxon Mobil sẽ đầu tư 1 giàn đầu giếng để xử lý tách nước ngoài khơi; 2 cụm khai thác ngầm, mỗi cụm có 4 giếng khai thác và một đường ống dài khoảng 88 km nối vào bờ biển Chu Lai. Trên bờ, PVN sẽ đầu tư một nhà máy xử lý khí; một nhà máy điện 2 tổ máy, công suất mỗi tổ máy khoảng 600MW - 700MW. Các nhà máy trên dự kiến vận hành vào năm 2023. Cả hai nhà máy xử lý khí và điện trên sẽ đặt tại huyện Núi Thành, tỉnh Quảng Nam.Một nhà máy điện nữa cũng sẽ được xây dựng tại tỉnh Quảng Ngãi với quy mô đầu tư tương tự nhà máy điện ở Quảng Nam, dự kiến hoàn thành vào năm 2023.
Công ty dầu khí nhà nước Ấn Độ ONGC Videsh Ltd có giấy phép khai thác lô 6.1 cách bờ biển Việt Nam 375 km, và đầu tháng 7 năm 2017 được gia hạn thêm 2 năm thăm dò dầu khí ở lô 128 thuộc khu vực bồn trũng Phú Khánh ngoài khơi miền Trung Việt Nam. Một phần của lô dầu khí này thuộc vùng đường chữ U do Trung Quốc vẽ ra trên Biển Đông.

## Các đe dọa khác
Tổng thống Philippines nói Chủ tịch Trung Quốc đã cảnh báo ông khi hai người gặp nhau ở Bắc Kinh, khi ông nói: "Chúng tôi sẽ khoan dầu ở đó. Nếu ông nói rằng chỗ đó là của Trung Quốc, tốt thôi, đó là quan điểm của ông. Còn quan điểm của Philippines là chúng tôi có quyền khoan thăm dò dầu, xem thử có gì ở đó không bởi nó là của chúng tôi", Ông Tập Cận Bình đã trả lời như sau: "Chúng ta là bạn bè cả. Chúng tôi không muốn tranh luận với ông, chúng tôi muốn duy trì mối quan hệ nồng ấm như bây giờ. Nhưng nếu các ông làm tới chuyện này, chúng ta sẽ có chiến tranh",